# Benno Karner
Benno Richard Karner, född 1 april 1901 i Graz, död 11 december 1970 i Innsbruck, var en österrikisk bobåkare. Han deltog vid olympiska vinterspelen 1928 i Sankt Moritz och placerade sig på 22:a plats.